# Ткаченко (кобзар)
Ткаченко Г. — кобзар із села Данилівка Харківського повіту. В 1917—1918 роках від нього робив записи П. Мартинович.
Як стверджував Г. Ткаченко, народний співець має входити «в образ не героя думи, а вустівника-оповідача тих часів. Не козака, про якого йде виспів, а власне душевного сучасника — спостерігача життя виспіваного героя. Точніше — нашого пращура — кобзаря, який склав цю думу… Тому і сам виспів мусить бути трохи наче відстороненим, хоч і емоційним, але позбавленим надмірної патетики і (…) головне артистичної нещирості… Не криком брати, а душевним переживанням… Лише тоді і слухач Вас зрозуміє, і перейметься ідеєю співаного»